# 霞ヶ関カンツリー倶楽部
霞ヶ関カンツリー倶楽部（かすみがせきカンツリーくらぶ）は、埼玉県の川越市笠幡にある名門ゴルフ場である。

## 概要
開場は、1929年（昭和4年）10月6日。黒須銀行創業者で篤志家の発智庄平が、入間郡霞ヶ関村（1955年に川越市へ編入）に自らが設立した埼玉育児院の土地の一部を提供し、地元の人々の協力とゴルフ界草分けの人々の努力で誕生した90年以上の歴史を誇る伝統コースである。埼玉県最初のゴルフ場でもある。
「東コース」の設計は藤田欽哉、赤星四郎。1930年（昭和5年）にはゴルフコースの世界的名設計者のチャールズ・H・アリソンの手で改造された。1932年（昭和7年）6月12日には「西コース」も開場、日本で最初に36ホールを持つゴルフ場となる。戦後、アメリカ軍に接収されるが復旧した。西コースは井上誠一の設計。
1957年（昭和32年）、日本で初めて開催されたゴルフのカナダカップが東コースを舞台に行われ一躍内外に有名になる。日本国内で開催される初のゴルフの国際大会であり、日本プロゴルフ協会が発足した直後でもあり、日本選手の上位進出は望み薄であったが、サム・スニードやピーター・トムソンなど世界各国の強豪を2日目に逆転。最終日は2万人近いギャラリーが詰め掛け、ゴルフが史上初めてテレビ中継された（日本テレビ）。結果、中村寅吉が個人優勝、中村寅吉と小野光一組が見事に団体優勝を果たし、日本に一躍ゴルフブームが起こった。
日本オープンゴルフ選手権を、1933年（昭和8年）の第7回大会以来、21回大会、60回大会、71回大会、と4度開催。1999年には日本女子オープンゴルフ選手権第32回大会も開催された。2029年も開催予定。1965年と1977年には日本アマチュアゴルフ選手権を、1971年には日本ジュニアゴルフ選手権を、2010年には第2回アジアアマチュア選手権もそれぞれ開催。2014年には日本スポーツマスターズ埼玉大会の会場になった。
2017年11月のドナルド・トランプアメリカ合衆国大統領の来日では安倍晋三内閣総理大臣とゴルフ外交の舞台となった。

### 2020年東京五輪
2013年、日本オリンピック委員会加盟団体である日本ゴルフ協会の調査・選考の結果、2020年東京オリンピックで、ゴルフ競技の会場になることが決定した。その後、完全なプライベートクラブ（日曜日は会員であっても女性がプレーすることは許されない）であることから、公益性の観点、オリンピック憲章に明記されている遺産としての価値を日本国民が享受できるのか、などの議論が起きている。大宅映子以下日本ゴルフ改革会議は、同カントリークラブを選定したプロセスの説明が全く不十分である点や、東京からのアクセスの悪さなどを指摘した上で、他の競技会場とも近く、誰もがプレー可能なパブリックコースで、実際に2016年東京オリンピック構想ではゴルフ会場予定地とされていた若洲ゴルフリンクス（若洲海浜公園内）を推す提言を2014年10月にまとめた。さらに倉本昌弘は2014年10月14日付の「週刊ゴルフダイジェスト」で、ゴミ埋立地での開催というエコロジー性も挙げながら若洲開催の利点を述べた。
これに対し、永田圭司は2014年10月14日の「第1回日本ゴルフビジネスフォーラム」で、（若洲のような）都営施設の場合は東京都の予算で整備や改造が行われる一方、「民間の霞ヶ関CCの場合、国や都からは一切、出ない」（組織委員会による負担の可能性は示唆）という点も挙げながら、国際大会の実績・36ホールが必要の規模（若洲は18ホール）・観客収容人員などで若洲は基準を満たさないとして、「会場の見直しは100%ない」と述べた。
2015年（平成27年）10月より東コースの改修が開始されている。
2017年2月20日、国際オリンピック委員会副会長のジョン・ダウリング・コーツによる「男女平等が実現しなければ会場を変えなければならない。変更するための時間は十分にある。」という発言による外圧や、3月15のトーマス・バッハ会長が韓国・平昌での記者会見で、東京オリンピックのゴルフコース問題に触れ、「男性と女性に平等な機会を提供している施設だけが、五輪会場になることができる。（中略）我々もまだ、霞ヶ関カンツリー倶楽部が（利用規約の）変更を行うと自信を持っている。もし実行されなければ別施設になる。」 と発言し、会場の変更を示唆した事で、3月20日に開催された臨時理事会で女性会員の受け入れを決議した。ただし、倶楽部側では「東京オリンピックは無関係。女性会員を認めるのは世界的な流れ」としている。
大会自体は2021年に行われ、男子はザンダー・シャウフェレが、女子はネリー・コルダ（いずれもアメリカ合衆国）が金メダルを獲得、女子では日本の稲見萌寧が銀メダルを獲得した。

## コース概要
コース規模
東コース : 6907ヤード、パー71（ブラックティー）
西コース : 6887ヤード、パー73（ブルーティー）
面積
132万㎡
コースレート
東コース : ブラックティー 73.1
西コース : ブルーティー　74.1
グリーン
1ベント

## 所在地
〒350-1175 埼玉県川越市大字笠幡3398

## 交通アクセス
- 道路
  - 圏央鶴ヶ島インターチェンジから車で約8分[12]。
- 鉄道
  - 東武東上本線「鶴ヶ島駅」からタクシーで15分。
  - 西武新宿線「狭山市駅」からクラブバスで15分。
  - 川越線（JR東日本）「笠幡駅」より徒歩15分[12]。

なお、東武東上本線の霞ヶ関駅は1930年（昭和5年）、同倶楽部にちなんで「的場駅」から改称された経緯を持つ。

## 余談
1999年に発生したT-33A入間川墜落事故では、エンジントラブルを起こした事故機が入間基地に直行するため、本ゴルフ場の上空を通過している。